# James Anthony Pawelczyk
James Anthony Pawelczyk (* 20. září 1960 v Buffalo, stát New York) je americký fyziolog, učitel a kosmonaut. Ve vesmíru byl jednou.

## Život

### Studium a zaměstnání
Potomek vystěhovalců z Polska. Absolvoval střední školu Central High School, po skončení studia v roce 1978 vysokoškolské vzdělání získal studiem na University of Rochester, Pennsylvania State University a University of North Texas v Dentonu.
Byl zaměstnán jako učitel na několika universitách a odborník v nemocnicích.
Členem jednotky kosmonautů NASA se stal po nezbytném zaškolení v roce 1995.

### Lety do vesmíru
Na oběžnou dráhu se v raketoplánu dostal jednou s funkcí specialista pro užitečné zařízení (laboratoř Spacelab), strávil ve vesmíru 15 dní, 21 hodin a 50 minut. Byl 378 člověkem ve vesmíru.
- STS-90 Columbia 17. duben 1998 – 3. květen 1998